# Говен (Південна Кароліна)
Говен (англ. Govan) — місто (англ. town) в США, в окрузі Бемберг штату Південна Кароліна. Населення — 56 осіб (2020).

## Географія
Говен розташований за координатами 33°13′22″ пн. ш. 81°10′29″ зх. д. / 33.22278° пн. ш. 81.17472° зх. д. (33.222770, -81.174834).  За даними Бюро перепису населення США в 2010 році місто мало площу 1,95 км², уся площа — суходіл.

## Демографія
Згідно з переписом 2010 року, у місті мешкало 65 осіб у 28 домогосподарствах у складі 21 родини. Густота населення становила 33 особи/км².  Було 32 помешкання (16/км²).
Расовий склад населення:
| - 60,0 % — білих - 35,4 % — чорних або афроамериканців - 1,5 % — корінних американців |

До двох чи більше рас належало 3,1 %. Частка іспаномовних становила 3,1 % від усіх жителів.
За віковим діапазоном населення розподілялося таким чином: 15,4 % — особи молодші 18 років, 66,1 % — особи у віці 18—64 років, 18,5 % — особи у віці 65 років та старші. Медіана віку мешканця становила 49,3 року. На 100 осіб жіночої статі у місті припадало 116,7 чоловіків;  на 100 жінок у віці від 18 років та старших — 103,7 чоловіків також старших 18 років.
За межею бідності перебувало 20,3 % осіб, у тому числі 66,7 % дітей у віці до 18 років та 11,8 % осіб у віці 65 років та старших.
Цивільне працевлаштоване населення становило 29 осіб. Основні галузі зайнятості: транспорт — 41,4 %, виробництво — 20,7 %, науковці, спеціалісти, менеджери — 10,3 %, освіта, охорона здоров'я та соціальна допомога — 10,3 %.